# 6 av. J.-C.
Pour les articles homonymes, voir Six (homonymie).
Cette page concerne l'année 6 av. J.-C. du calendrier julien.

## Événements
- En Arménie, début du règne conjoint de Tigrane IV et de sa sœur et épouse Érato d'Arménie. Artavazde III, allié aux Romains, leur conteste le pouvoir[1]. Auguste, qui considère leur avènement comme un acte de rébellion, désigne Tibère pour régler la question. À son retour, celui-ci se retire à Rhodes dans un exil volontaire (fin en 2)[2].
- Varus est nommé légat en Syrie (fin en 5 av. J.-C.)[3].
- Nomination de deux procurateurs en Gaule pour percevoir l’impôt du vingtième sur les héritages qui frappe tous les citoyens romains[4].

## Décès
- Tigrane III, roi d'Arménie.
- Liu Xiang, érudit confucéen.